# Harlem Désir
Harlem Désir (ur. 25 listopada 1959 w Paryżu) – francuski polityk pochodzenia martynikańskiego, eurodeputowany, działacz społeczny, I sekretarz Partii Socjalistycznej (2012–2014), sekretarz stanu ds. europejskich.

## Życiorys
Z wykształcenia filozof, uzyskał licencjat na Université Paris Sorbonne. W pierwszej połowie lat 80. był członkiem władz krajowych Niezależnego i Demokratycznego Związku Studentów Francji. W 1984 był wśród założycieli antyrasistowskiej organizacji SOS Racisme, kierował nią do 1992. W 1990 został uhonorowany Nagrodą im. Olofa Palmego.
Początkowo działał w trockistowskiej Rewolucyjnej Lidze Komunistycznej. Później został działaczem Partii Socjalistycznej, w 1994 po raz pierwszy wszedł w skład jej władz krajowych. Pracował w administracji publicznej jako członek Komitetu Ekonomiczno-Społecznego i urzędnik ds. mieszkalnictwa młodzieży. Pod koniec lat 90. zarządzał jednym z czasopism.
W 1999, 2004 i 2009 był wybierany do Parlamentu Europejskiego z listy socjalistów. W VI kadencji został wiceprzewodniczącym grupy Partii Europejskich Socjalistów.
17 września 2012 został p.o. I sekretarza PS, a 18 października tegoż roku objął oficjalnie tę funkcję. W drugiej turze partyjnych wyborów pokonał Emmanuela Maurela. 9 kwietnia 2014 nominowany na sekretarza stanu ds. europejskich w gabinecie Manuela Vallsa. Dzień wcześniej złożył mandat europosła, zakończył także kierowanie partią. Na funkcji sekretarza stanu pozostał również w powołanym w sierpniu 2014 drugim gabinecie tegoż premiera oraz w utworzonym w grudniu 2016 rządzie Bernarda Cazeneuve’a, zakończył urzędowanie wraz z całym gabinetem w maju 2017.
W latach 2017–2020 był przedstawicielem OBWE do spraw wolności mediów.